# Camellia multisepala
Camellia multisepala là một loài thực vật có hoa trong họ Theaceae. Loài này được H.T.Chang, Y.J.Tan & P.S.Wang mô tả khoa học đầu tiên năm 1983.